# طارق النهري
طارق النهري(8 أكتوبر 1952م- )، ممثل ومخرج ومؤلف مصري.

## حياته
أنهى دراسته في كلية التجارة من جامعة أسيوط، تخرج في المعهد العالي للسينما قسم إخراج عام 1978. بدا حياته المهنية ممثلًا وشارك في العديد من الأعمال من أبرزها (الشوارع الخلفية، الطريق إلى إيلات، الكرنك، خاتم سليمان). كتب سيناريوهات للعديد من الأفلام والسهرات التلفزيونية منها (الأب الثائر، الشجعان) وإخرج مجموعة أغنيات وعدة أفلام مثل (الغاضبون، الكاشي ماشي، لو كان دا حلم).
حصل على لقب الممثل الأول في مسابقة الوجوه الجديدة بالإسكندرية عام 1973.

## أعماله

### أعماله كممثل
1. مسلسلات البيت.
2. تحت الأرض .
3. النار والطين.
4. الحارة.
5. لحظات حرجة.
6. العميل 1001
7. صبيان وبنات.
8. أغلى الناس.
9. فيلم الطريق إلى ايلات.
10. مسلسل القيصر
11. مسلسل عفاريت عدلي علام.
12. فيلم المليونيرة النشالة.
13. فيلم الاتهام.
14. مسلسل قبل الضياع.
15. مسلسل الوهم والحقيقة.
16. مسلسل ( جعفر العمدة )

### أعماله كمؤلف
1. فيلم لو كان ده حلم.
2. الشجعان والاب الثائر.

### أعماله كمخرج
1. مسلسلات جن مصور.
2. نجوم في سماء التاريخ.
3. لو كان ده حلم.
4. الكاش ماشي.
5. الحب تحت السرير

6.اللعب مع الأشرار

## روابط خارجية
- طارق النهري على موقع الدهليز
- طارق النهري على موقع قاعدة بيانات الأفلام العربية